# Paracolletes rebellis
Paracolletes rebellis är en biart som beskrevs av Cockerell 1912. Paracolletes rebellis ingår i släktet Paracolletes och familjen korttungebin. Inga underarter finns listade i Catalogue of Life.

## Bildgalleri

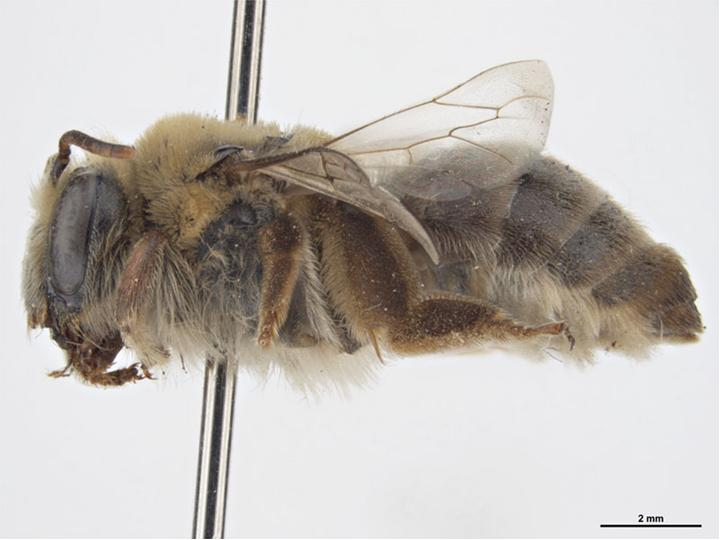
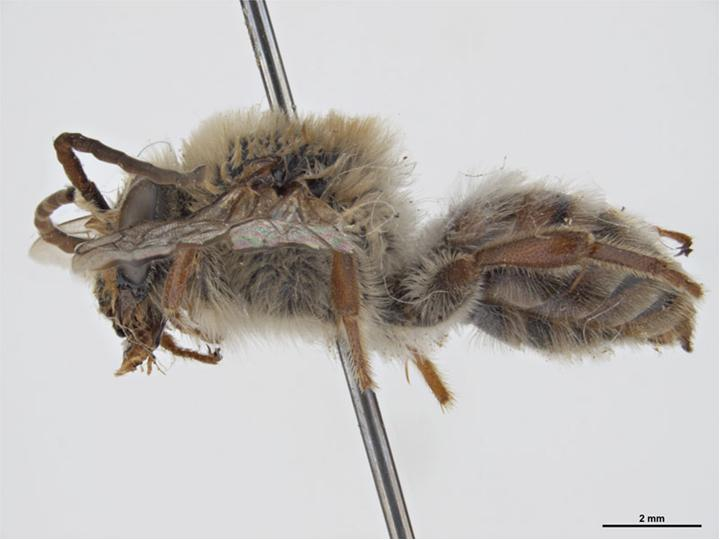